# Stazione di Sulmona
Stazione di Sulmona vasútállomás Olaszországban, Sulmona településen.

## Vasútvonalak
Az állomást az alábbi vasútvonalak érintik:
- Róma–Sulmona–Pescara-vasútvonal
- Terni–Sulmona-vasútvonal
- Sulmona–Carpinone-vasútvonal

## Kapcsolódó állomások
A vasútállomáshoz az alábbi állomások vannak a legközelebb:
- Stazione di Bugnara
- Pratola Peligna railway station
- Stazione di Pratola Peligna Superiore
- Stazione di Sulmona Introdacqua